# Mika Salo
Mika Salo (Hèlsinki - 30 de novembre de 1966) és un antic pilot de carreres professional finlandès. Va ser pilot de proves de Fórmula 1. Va substituir Michael Schumacher a l'escuderia Ferrari durant diversos Grans Premis mentre Schumacher es recuperava d'un trencament de cama que va patir al GP d'Anglaterra l'any 1999.